# 黑孔鯙
黑孔鯙，又稱黑孔海鱔，為輻鰭魚綱鰻鱺目鯙亞目鯙科的其中一種，分布於東大西洋區，從茅利塔尼亞至納米比亞海域，棲息深度可達60公尺，體長可達100公分，為底棲性魚類，生活在淺水的礁石區，屬肉食性，以甲殼類等為食，可做為食用魚。

## 擴展閱讀
維基物種上的相關：黑孔鯙